# Hoplitis shoshone
Hoplitis shoshone är en biart som först beskrevs av Parker 1976.  Hoplitis shoshone ingår i släktet gnagbin, och familjen buksamlarbin. Inga underarter finns listade i Catalogue of Life.